# Cinerama

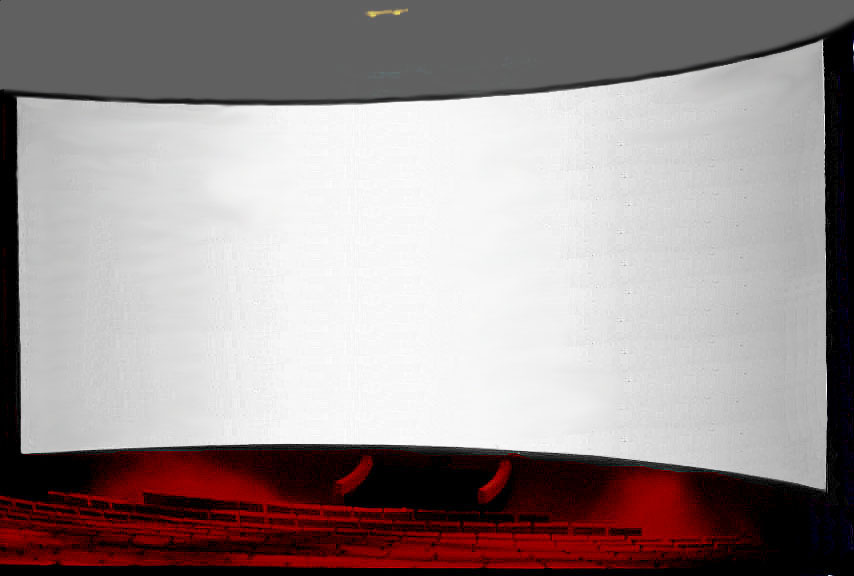
Ekran Cinerama

Cinerama – sposób szerokoekranowego wyświetlania obrazu. Polega na użyciu trzech zsynchronizowanych projektorów, które wyświetlają obraz na ogromnym, zakrzywionym ekranie o szerokości kątowej 146°.

## Historia
Prekursorem tej techniki był niemy film Abla Gance’a Napoleon z 1927 roku. Film był wyświetlany synchronicznie z trzech taśm na płaskim ekranie panoramicznym.
Technika była opracowywana (z przerwami) od około 1932 (eksperymenty w 1937, pierwsza prezentacja dla wybranych osób w 1938, w tym roku założono także firmę Vitarama) przez Freda Wallera. Została wypromowana przez Hazarda E. Reevesa.
Po raz pierwszy, pod nazwą Vitarama, została pokazana na Wystawie Światowej w Nowym Jorku w 1939 roku (jako część prezentacji barwnego filmu Kodachrome firmy Eastman Kodak – Color hall). Używano wówczas jedenastu projektorów wąskotaśmowych (16 mm), rzutujących obraz na wewnętrzną powierzchnię półkuli.
Podczas II wojny światowej, w latach 1940–1945, przerobiony system Vitaramy był używany w symulatorze treningowym strzelców działek przeciwlotniczych (Waller Gunnery Trainer).
Po zakończeniu wojny, na zlecenie Eastman Kodak, zaprojektowano przenośny system wyświetlania slajdów na pięciopanelowym ekranie panoramicznym. Używany był on m.in. do prezentacji biznesowych i na konwentach. W latach 1948–1949 Departament Stanu Stanów Zjednoczonych wykorzystał ten system do celów propagandowych w Niemczech i Japonii.
W 1946 zmieniono nazwę na Cinerama (założenie firmy Cinerama).

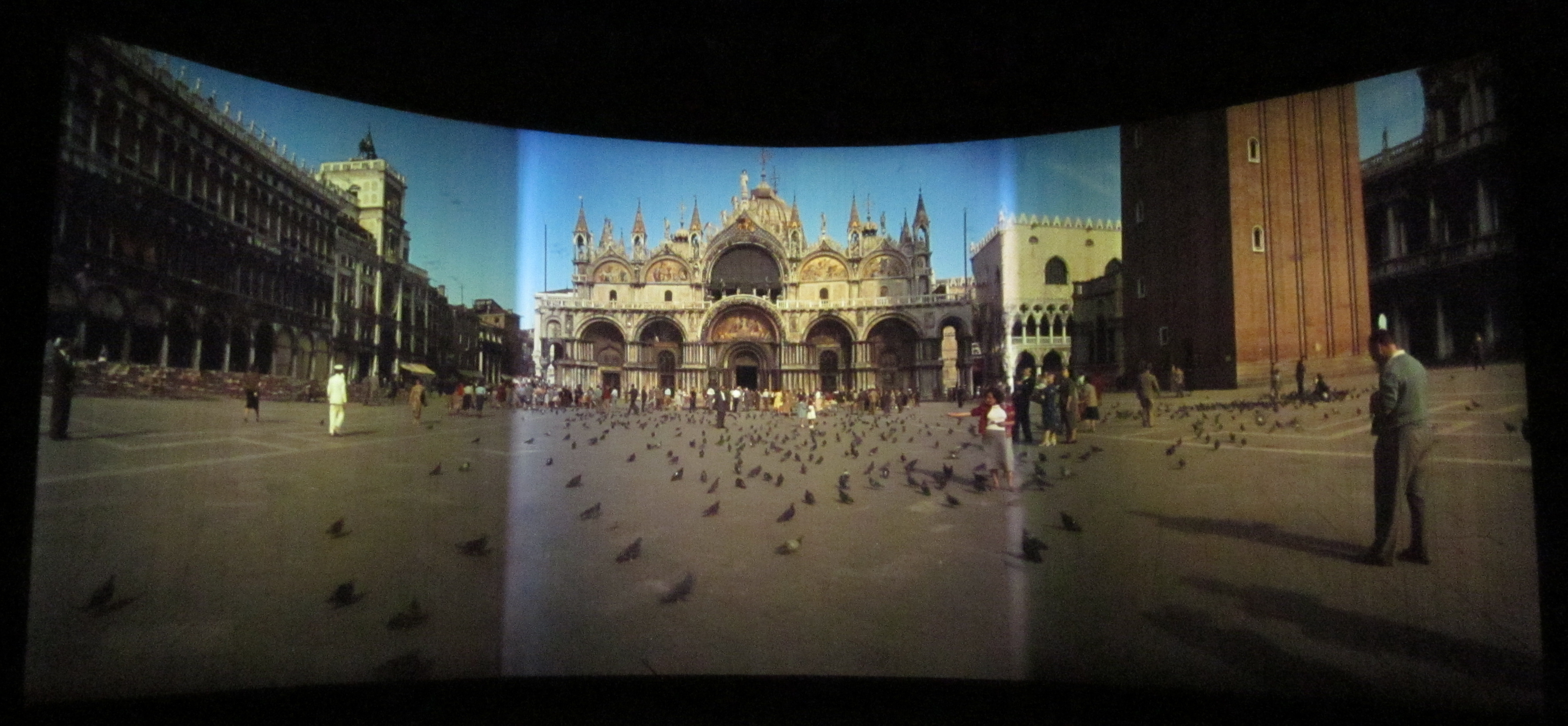
Kadr z filmu This is Cinerama (1952), 2011

Cinerama, już tylko z trzema projektorami, była zaprezentowana publicznie po raz pierwszy 30 września 1952 roku w Broadway Theatre w Nowym Jorku. Wyświetlono wówczas film This is Cinerama. O tym wydarzeniu na pierwszej stronie pisał nowojorski dziennik New York Times. W premierze uczestniczyli między innymi: gubernator Nowego Jorku Thomas Dewey, skrzypek Fritz Kreisler, polityk James Farley, generalny menedżer Metropolitan Opera – Rudolf Bing, prezes NBC – David Sarnoff, prezes CBS – William S. Paley, broadwayowski kompozytor Richard Rodgers, hollywoodzki producent filmowy Louis B. Mayer. W następnym dniu krytyk filmowy Bosley Crowther w dzienniku New York Times zrecenzował tę premierę.
Kamera Cineramy składała się z trzech zespolonych kamer 35 mm.
Dźwięk (siedmiokanałowy, w jakości Hi-Fi) odtwarzano z osobnej taśmy magnetycznej.
W 1962 powstały dwa ostatnie filmy fabularne zrealizowane w trójtaśmowej (35 mm) Cineramie – Jak zdobywano Dziki Zachód oraz Wspaniały świat braci Grimm. Niektóre sceny byłu już wówczas rejestrowane przy użyciu tańszej techniki, na szerokoformatowym, pojedynczym negatywie 65 mm, z obrazem rozdzielanym przy kopiowaniu na trzy projektory.
Późniejsze filmy były w całości realizowane na taśmie 65 mm – m.in. 2001: Odyseja kosmiczna (1968).
Cineramę, ze względu na koszty i skomplikowanie, stopniowo wypierały tańsze i prostsze systemy, m.in. Cinemascope.
Do 1961 otwarto 30 kin (w tym 11 w USA) Cineramy. Cinemascope, wprowadzony w 1953, do 1955 był w 31 500 kinach.
Ostatnie nowe kino Cineramy wybudowano w 1970 w Waszyngtonie (zamknięte w 2001).
Ostatnia projekcja z trzech projektorów odbyła się w 1972 w Paryżu, po niej Cinerama wyszła z powszechnego użycia.